# Llorenç Coll
Llorenç Coll "Barona" (Biniamar, s. XVII - Selva, 5 de juliol de 1655). En Llorenç "Barona" (o "de na Barona") és un dels més importants bandejats mallorquins. Ell, com en Mateu Reus "Rotget" o en Bartomeu Gomila Pujol "Moiana", forma part de la memòria popular mallorquina mantenguda a través dels segles.

## Vida
Era pagès de professió. La seva actuació es desenvolupà, sobretot, a les viles mallorquines de Lloseta, Binissalem, Mancor, Selva, sa Pobla, Pollença i altres localitats de la serralada del nord de Mallorca. Juntament amb Joan Femenies "David" i Joan Miquel de Santacília formà una important colla al servei de Canamunt. En una acta de bandejament de 1630 es posava preu al seu cap per valor de 400 lliures. Participà activament en les lluites antisenyorials de Santa Margalida. El 23 d'agost de 1630 la colla de "Barona" esfondrà les portes de la casa d'Antònia Bissanyes. El 10 de setembre mataren el comissari reial Joan Planes en el fossar de l'església de Muro. Poc després en un nou enfrontament arcabussejaren el comissari reial Pere Amer "Boqueta", encalçaren i mataren a bastonades Joan Ferragut "Orella" i resistiren un escamot dirigit pel batle d'Inca. El 2 de maig de 1635 en un enfrontament amb un grup de comissaris dirigit per Barnadí Alorda morí el bandoler Bartomeu Morei. Per venjar-lo, Llorenç Coll "Barona", el prevere Joan Marquès i altres bandolers assaltaren la casa d'Alorda a Mancor i apunyalaren sa mare. L'agost del mateix any assaltaren Bartomeu Mascaró. Com a càstig per les seves activitats l'any 1635 li foren enderrocades les seves cases de Biniamar per ordre del Procurador Reial Guillem Alcover. El setembre de 1636 se'l troba bandolejant a Sóller i el novembre a Binissalem i Lloseta. El 1643 es dugué a terme una intensa persecució de "Barona" i els seus homes, que s'havien refugiat en una cova de la possessió de Monnàber a Campanet. El 19 de maig de 1643 en un violent enfrontament prop de Morneta, a Binissalem, resultà mort Mateu Mas, capturat el bandejat Jordi Grau i en "Barona" fou ferit. Les autoritats pretenien arribar a un concert amb ell. Per mitjà de Fra Renard s'iniciaren conversacions amb el virrei. Amb "Barona" hi formaven colla dos altres bandolers de Biniamar: en Llorenç Coll de Son Odre i el seu fill Bielet.

## "Barona" cap de colla de "Canamunt"
La lluita entre faccions de l'aristocràcia i la societat mallorquina, els Canamunt i els Canavall, ocupà bona part del segle xvii. Miquel Lluís Ballester de Togores, comte d'Aiamans, era del bàndol dels Canamunt. "Barona" a pesar de tenir certa autonomia mai va canviar de bàndol i es va mantenir sempre fidel a Canamunt.

## El fets del pinar de Mainou
El 1644 membres de la colla de "Barona" reforçaren un escamot dirigit pel comissari Miquel Quetgles que perseguia bandolers. A Petra capturaren Pere Torrens, Jaume Perelló, Tomàs Galmés, Antoni Panjuriós, Ramon Homar, Pere Jordi Corberan, Gabriel Genovard "Lo Fraret" i Joan Planes. El 9 de juny sortiren d'Inca per dur els presos a Ciutat. Quan varen ser prop de Santa Maria del Camí, dins el pinar de Mainou, començaren a disparar sobre els detinguts. Sols se salvà Joan Planes i un nebot del capità Mestres. Temps després, Llorenç Coll "Barona" es refugià a la casa de Catalina Dameto i Sales, a Selva. A conseqüència d'aquesta ajuda la senyora Dameto va ser jutjada i se la condemnà a pagar 500 lliures i a enderrocar-li la casa.

## L'acord del 31 d'agost de 1645
Les banderies de Canamunt i Canavall signaren un acord de pau el 31 d'agost de 1645. El resultat va ser una important sortida de cavallers i bandolers de l'illa cap a les campanyes militars de la corona. Sembla que entre aquest contingent hi havia el mateix Llorenç Coll. Devers el 1646, però, ja devia tornar a ser a l'illa i s'havia tornat a posar preu al seu cap.

## El miracle de la Mare de Déu de Lloseta
En una ocasió, quan les forces reials perseguien en "Barona" de molt a prop. El bandoler, veient-se perdut, es va refugiar dins l'església de Lloseta. Els perseguidors assetjaren el temple i en barraren totes les sortides. En "Barona" s'encomanà a la Mare de Déu de Lloseta amb tal sinceritat que esdevingué invisible. Quan entraren els guàrdies no el saberen trobar enlloc. Un cop retirats els perseguidors, Llorenç Coll pogué sortir i escapar-se. Poc temps després Coll es lliurà voluntàriament a les autoritats i fou bandejat fora de Mallorca alguns anys. El primer vicari de Lloseta, l'any 1711, va fer referència d'aquest cas que li contaren persones d'edat en la seva història manuscrita.

## La mort del capità Llorenç Coll
El 5 de juliol de 1655 Coll fou ferit d'una arcabussada. Visqué fins a la posta de sol amb temps de fer testament. Fou enterrat al cementeri parroquial de Selva el 6 de juliol de 1655. A l'acta de defunció es diu <<Als 6 de juliol de 1655 enterraren en lo vas de Ntra. Sª del Roser el Sr. Llorens Coll dit Barona, capità, feu testament en poder del discret Sebastià Cervera nott. els 5 de juliol de 1655. Morí de une arcabussade>>. El seu germà Joan morí, també tocat per una arcabussada el 2 de gener de 1658.